# Еше (Німеччина)
Еше (нім. Esche) — громада в Німеччині, розташована в землі Нижня Саксонія. Входить до складу району Графство Бентгайм. Складова частина об'єднання громад Ноєнгаус.
Площа — 11,01 км2. Населення становить 577 ос. (станом на 31 грудня 2021).